# 布里奥内斯
布里奥内斯，是西班牙拉里奥哈自治区的一个市镇。总面积38平方公里，总人口799人（2001年），人口密度21人/平方公里。